# Alicia, Zamboanga Sibugay
Alicia là một đô thị hạng 4 ở tỉnh Zamboanga Sibugay, Philippines. Theo điều tra dân số năm 2000 của Philipin, đô thị này có dân số 29.954 người trong 5.663 hộ.

## Các đơn vị hành chính
Alicia được chia thành 27 barangay.
| - Alegria - Bagong Buhay - Bella - Calades - Concepcion - Dawa-dawa - Gulayon - Ilisan - Kapatagan | - Kauswagan - Kawayan - La Paz - Lambuyogan - Lapirawan - Litayon - Lutiman - Milagrosa (Baluno) - Naga-naga | - Pandan-pandan - Payongan - Poblacion - Santa Maria - Santo Niño - Talaptap - Tampalan - Tandiong Muslim - Timbang-timbang |